# Илганиј де Жос (Тулћа)
Илганиј де Жос (рум. Ilganii de Jos) насеље је у Румунији у округу Тулћа у општини Нуфару. Oпштина се налази на надморској висини од 1 m.

## Становништво
Према подацима из 2002. године у насељу је живело 164 становника, од којих су сви румунске националности.